# Nossebro
Nossebro este un oraș în Suedia.

## Demografie
| \| Evoluția demografică a zonei urbane Nossebro, 1970–2015 \| Evoluția demografică a zonei urbane Nossebro, 1970–2015 \| Evoluția demografică a zonei urbane Nossebro, 1970–2015 \| Evoluția demografică a zonei urbane Nossebro, 1970–2015 \| Evoluția demografică a zonei urbane Nossebro, 1970–2015 \| \| --------------------------------------------------------------------------------------- \| ------------------------------------------------------- \| ------------------------------------------------------- \| ------------------------------------------------------- \| ------------------------------------------------------- \| \| An \| \| \| Locuitori \| \| \| 1970 \| 1970 \| \| 1.522 \| 1.522 \| \| 1975 \| 1975 \| \| 1.688 \| 1.688 \| \| 1980 \| 1980 \| \| 1.799 \| 1.799 \| \| 1990 \| 1990 \| \| 1.930 \| 1.930 \| \| 1995 \| 1995 \| \| 1.890 \| 1.890 \| \| 2000 \| 2000 \| \| 1.734 \| 1.734 \| \| 2005 \| 2005 \| \| 1.774 \| 1.774 \| \| 2010 \| 2010 \| \| 1.846 \| 1.846 \| \| 2015 \| 2015 \| \| 1.884 \| 1.884 \| \| Sursa: SCB - Statistika Centralbyrån, Folkmängden per tätort. Vart femte år 1960 - 2016 \| \| \| \| \| |      |  |           |       |
| Evoluția demografică a zonei urbane Nossebro, 1970–2015 |      |  |           |       |
| An |      |  | Locuitori |       |
| 1970 | 1970 |  | 1.522     | 1.522 |
| 1975 | 1975 |  | 1.688     | 1.688 |
| 1980 | 1980 |  | 1.799     | 1.799 |
| 1990 | 1990 |  | 1.930     | 1.930 |
| 1995 | 1995 |  | 1.890     | 1.890 |
| 2000 | 2000 |  | 1.734     | 1.734 |
| 2005 | 2005 |  | 1.774     | 1.774 |
| 2010 | 2010 |  | 1.846     | 1.846 |
| 2015 | 2015 |  | 1.884     | 1.884 |
| Sursa: SCB - Statistika Centralbyrån, Folkmängden per tätort. Vart femte år 1960 - 2016 |      |  |           |       |